# Canton de Percy
Le canton de Percy est une ancienne division administrative française, située dans le département de la Manche et la région Basse-Normandie.

## Représentation
De 1833 à 1848, les cantons de Percy et de Tessy avaient le même conseiller général. Le nombre de conseillers généraux était limité à trente par département.

### Conseillers généraux de 1833 à 2015
| Période | Période      | Identité                                            | Étiquette     | Qualité                                                                                        |
| ------- | ------------ | --------------------------------------------------- | ------------- | ---------------------------------------------------------------------------------------------- |
| 1833    | 1845         | Alexis Gendrin-Dumesnil                             |               | Notaire, juge de paix, maire de Percy                                                          |
| 1845    | 1852         | Louis Jean François Diguet                          | Centre gauche | Avocat, magistrat, député (1848-1849)                                                          |
| 1852    | 1858         | Ernest Dubois                                       |               | Inspecteur départemental des établissements de bienfaisance Maire de Saint-Lô (1848-1869)      |
| 1858    | 1867         | Hector Ganne de Beaucoudrey (1808-1893)             |               | Propriétaire Maire de Percy (1854-1861)                                                        |
| 1867    | 1897 (décès) | Célestin Blouet (1831-1897)                         | Républicain   | Notaire Maire de Percy (1864-1887 et 1896-1897)                                                |
| 1897    | 1914 (décès) | Émile Grente (1838-1914)                            | Républicain   | Négociant Maire de Percy (1897-1914)                                                           |
| 1914    | 1919         | siège vacant                                        |               |                                                                                                |
| 1919    | 1940         | Gustave Blouet (1869-1941, fils de Célestin Blouët) | URD           | Suppléant du juge de paix Maire de Percy (1914-1935) Vice-président du conseil général         |
|         |              |                                                     |               |                                                                                                |
| 1945    | 1949         | Émile Lebrun (1882-1972)                            | URD           | Chirurgien-dentiste, professeur en école dentaire Maire de Percy (1935-1943 et 1944-1945)      |
| 1949    | 1979         | Philippe Texier-Hugou (1904-1991)                   | Ind.-RPF      | Vétérinaire Maire de Percy (1945-1971) Suppléant du député Gabriel de Carville (1958-1962)     |
| 1979    | 1985         | Huguette Maïza (1921-2010)                          | UDF-CDS       | Médecin Première femme élue au conseil général de la Manche                                    |
| 1985    | 1998         | Michel Loreille (1926-2002)                         | RPR           | Médecin Maire de Percy (1971-1995) Vice-président du conseil général (1994-1998)               |
| 1998    | 2011         | Jean Le Maux (1930-2015)                            | DVD           | Vétérinaire Maire de Percy (1995-2008) Président de la CC du canton de Percy (1999-2008)       |
| 2011    | 2015         | Marcel Bourdon                                      | DVD           | Entrepreneur Maire de La Colombe (1995-2020) Président de la CC du canton de Percy (2008-2013) |

### Conseillers d'arrondissement (de 1833 à 1940)
| Période                                  | Période      | Identité                                                            | Étiquette | Qualité |
| ---------------------------------------- | ------------ | ------------------------------------------------------------------- | --------- | --- |
| 1833                                     | 1836         | Jean Hurel de La Fournière (Delafournière)                          |           | Propriétaire, ancien maire de Percy (1804-1813 et 1820-1823)                                                |
| 1836                                     | 1842         | Benjamin Léonard Auguste Baron Houssin de Saint-Laurent (1771-1854) |           | Maréchal de camp, maire du Guislain                                                                         |
| 1842                                     | 1848         | Louis Lemazurier                                                    |           | Médecin à Percy                                                                                             |
|                                          |              |                                                                     |           | |
| 1871                                     | 1881 (décès) | Jules Cahours                                                       |           | Propriétaire à Percy                                                                                        |
|                                          |              |                                                                     |           | |
| 1913                                     | 1940         | Octave Lebrun (1863-1941)                                           | RG-URD    | Vétérinaire, maire de Percy                                                                                 |
| 1940                                     |              |                                                                     |           | Les conseils d'arrondissement ont été suspendus par la loi du 12 octobre 1940 et n'ont jamais été réactivés |
| Les données manquantes sont à compléter. |              |                                                                     |           | |

Le canton participe à l'élection du député de la première circonscription de la Manche, avant et après le redécoupage des circonscriptions pour 2012.

## Composition

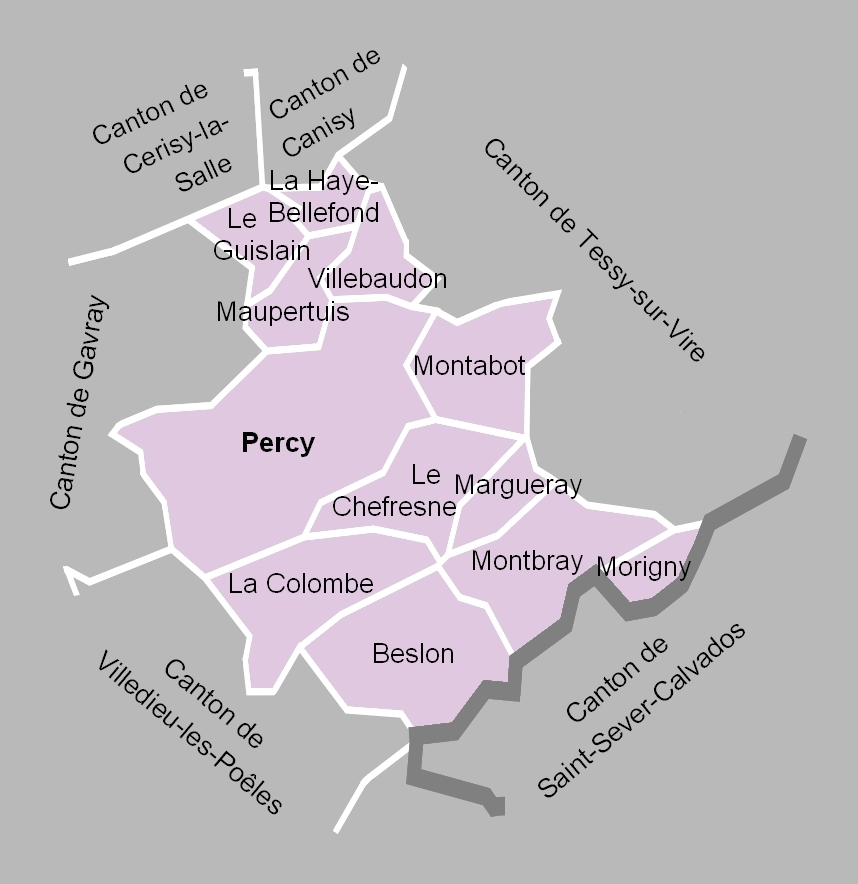
La carte des communes du canton. Les cantons limitrophes étaient ceux de Cerisy-la-Salle, de Canisy, de Tessy-sur-Vire, de Saint-Sever-Calvados, de Villedieu-les-Poêles et de Gavray.

Le canton de Percy comptait 5 279 habitants en 2012 (population municipale) et groupait douze communes :
- Beslon ;
- Le Chefresne ;
- La Colombe ;
- Le Guislain ;
- La Haye-Bellefond ;
- Margueray ;
- Maupertuis ;
- Montabot ;
- Montbray ;
- Morigny ;
- Percy ;
- Villebaudon.

À la suite du redécoupage des cantons pour 2015, toutes les communes sont rattachées au canton de Villedieu-les-Poêles.

### Ancienne commune
L'ancienne commune de Saint-Fragaire, absorbée en 1826 par Beslon, était la seule commune supprimée, depuis la création des communes sous la Révolution, incluse dans le territoire du canton de Percy.

## Démographie
| 1962  | 1968  | 1975  | 1982  | 1990  | 1999  | 2006  | 2011  | 2012  |
| ----- | ----- | ----- | ----- | ----- | ----- | ----- | ----- | ----- |
| 6 641 | 6 344 | 5 722 | 5 395 | 5 053 | 4 957 | 5 125 | 5 268 | 5 279 |